# 1668 год в науке
В 1668 году произошли различные научные и технологические события, некоторые из которых представлены ниже.

## События
- 25-летний Ньютон построил первый в мире телескоп-рефлектор, который вызвал общее восхищение и стал началом его славы. Чтобы свести к минимуму сферическую и хроматическую аберрации, Ньютон использовал совместно линзы и вогнутое сферическое зеркало. Проект такого телескопа впервые предложил Джеймс Грегори (1663), однако этот замысел так и не был реализован. Первая конструкция Ньютона (1668) оказалась не вполне удачной, но уже следующая, с более тщательно отполированным зеркалом, несмотря на небольшие размеры, давала 40-кратное увеличение превосходного качества[1].
- Французский физик Эдм Мариотт открыл слепое пятно в глазу[2].

## Публикации
- Итальянский натуралист Франческо Реди в трактате «Опыты по происхождению насекомых» итал. Esperienze Intorno alla Generazione degl'Insetti) убедительно опроверг распространённое со времён Аристотеля заблуждение о самозарождении мух и других насекомых из отбросов[3].
- Немецкий математик Николас Меркатор в трактате «Logarithmotechnia» опубликовал «ряд Меркатора» — первый в Европе ряд Тейлора (для функции натурального логарифма). Открытие Меркатора вызвало подъём интереса к бесконечным рядам, который способствовал формированию математического анализа и общей теории функций[4].
- Парижский врач-акушёр Франсуа Морисо опубликовал капитальный медицинский справочник «Трактат о болезнях беременных и о родах» (фр. Traité des Maladies des Femmes Grosses et Accouchées, в котором предложил несколько новых врачебных инструментов, операций и профессиональных приёмов. Книга была переведена на несколько языков[5].
- Английский натурфилософ Джон Уилкинс опубликовал трактат «Опыт о подлинной символике и философском языке», в котором пропагандировал необходимость универсального языка для всего человечества и единой (десятичной) системы мер[6].

## Родились
См. также: Категория:Родившиеся в 1668 году
- 31 декабря — Бургаве, Герман, голландский врач, сделавший Лейден европейским центром медицинской науки (умер в 1738 году).

## Скончались
См. также: Категория:Умершие в 1668 году
- 20 января — Жан Франсуа, учитель и друг Декарта (род. в 1582 году).